# 黑尾梅花雀
黑尾梅花雀（学名：Glaucestrilda perreini），是梅花雀科Glaucestrilda属的一种，分布于津巴布韦、加蓬、安哥拉、南非、斯威士兰、马拉维、坦桑尼亚、赞比亚、刚果民主共和国、刚果和莫桑比克。全球活动范围约为671,000平方千米。该物种的保护状况被评为无危。
黑尾梅花雀的平均体重约为7.4克。栖息地包括亚热带或热带的湿润低地林和亚热带或热带的（低地）湿润疏灌丛。